# Novruzallı
Novruzallı är en ort i Azerbajdzjan.   Den ligger i distriktet Cəlilabad Rayonu, i den södra delen av landet, 190 km sydväst om huvudstaden Baku. Novruzallı ligger 245 meter över havet och antalet invånare är 308.
Terrängen runt Novruzallı är kuperad åt sydväst, men åt nordost är den platt. Närmaste större samhälle är Dzhalilabad, 19,7 km öster om Novruzallı.
Trakten runt Novruzallı består till största delen av jordbruksmark. Runt Novruzallı är det ganska tätbefolkat, med 104 invånare per kvadratkilometer.